# Calama
Calama je mesto in občina v puščavi Atacama v severnem Čilu. Je glavno mesto province El Loa, ki je del regije Antofagasta. Calama je eno najbolj suhih mest na svetu s povprečnimi letnimi padavinami samo 5 mm. Reka Loa, najdaljša čilska reka, teče skozi mesto. Calama ima 147.886 prebivalcev (popis leta 2012).
Občina obsega tudi kečuanske skupnosti Estación San Pedro, Toconce in Cupo; in atakamske skupnosti Taira, Conchi Viejo, Lasana, San Francisco de Chiu Chiu, Aiquina-Turi in Caspana.
Leta 2003 je bilo v zaprto bližnje mesto Chuquicamata nastalo zaradi največjega rudnika bakra na svetu, zaradi okoljskih razlogov in širitve rudnika. Prebivalce Chuquicamata so nato preselili v Calamo.

## Etimologija
Obstajajo različne hipoteze o poreklu imena »Calama«, vendar dva glavna zapisa kažeta, da izvira iz jezika kunza, ki so ga v preteklosti govorili Lickanci, etnična skupina, ki prebiva v pokrajini El Loa.
Hector Pumarino Soto namiguje, da »Calama« izvira iz besede jezika kunza Ckara-ama, kar pomeni 'mesto sredi vode'. Do srede 20. stoletja je urbano mesto Calama in okoliško oazo obkrožala reka Loa z dveh strani, s plodno ravnino in močvirjem na drugi strani, tako da je lokacija izgledala kot otok sredi puščave, ki je bil v celoti obdan z vodo.
Emilio Vaïsse pa pravi, da Calama prihaja iz besede jezika kunza Ckolama kar pomeni 'kraj, kjer je veliko jerebic'. To naj bi bilo namigovalo na številčnost ptice, ki je živela nad močvirjem.

## Zgodovina

### Predšpansko obdobje
Točen dokaz, povezan z zgodovino Calame, obstaja, vključno s petroglifi in jamami Yalquincha (v bližini mesta), chullpami (Chullpa je star ajmarski pogrebni stolp, prvotno zgrajen za plemenito osebo ali plemenito družino; najdemo jih na Altiplanu v Peruju in Boliviji; najvišji so visoki okoli 12 metrov) v Topáteri (predkolumbovsko pokopališče vzhodno od mesta), bakrenodobnimi mumijami in drugimi ostanki v [Chuquicamata|Chuquicamati]].
Na križišču Camino del Inca (Inkovski cestni sistem) in poti, ki so prečkale od obale na Altiplano, je postala Calama glavno zatočišče ljudi iz Atacame. Njihova ekstenzivna zemljišča za gojenje koruze in lucerne so priča o visoki zmogljivosti za oskrbo s hrano Čaškijev, ki so plačevali tribut Inkom. Ko se je Diego de Almagro vračal iz Cusca in je prečkal Calamo, so mu domačini dali bakrene podkve, ki so bile izdelane z uporabo skrivnostne inkovske tehnike, ki so jo uporabljala tedanja mesta, ki so jih osvojili Inki. To tehniko še ne znamo razložiti, vendar prisotnost takšnih podkev kaže na močan vpliv Inkov v predšpanskem obdobju.
V predkolumbovski dobi se je mesto imenovalo Kara - Ama ('vas ob vodi') in je pripadalo regiji s središčem v Chiu-Chiu.

### Kolonialna doba
Španska kolonizacija je očitno povzročila nekaj sprememb, a je sovražno podnebje oviralo vzpostavitev večjega nadzora. Te spremembe so vplivale na nadzor trgovskih poti, ki so prečkale puščavo in komunikacijo s pristaniščem Cobija z zalogami srebra v Potosi in govedorejskih kmetij Salta in Tucumán. V tem smislu je Calama nadaljevala vlogo glavne točke med trgovskimi potmi. V 18. stoletju je bila z bourbonskimi reformami Calama odvisna neposredno od Intendencia de Potosí v  podkraljestvu Río de la Plata.

### Obdobje Bolivijske republike
Po Bolivijski deklaraciji o neodvisnosti (6. avgusta 1825) in s postopnimi spremembami v administraciji tega ozemlja, je bila Calama naprej pod Departamento de Litoral (1829), razdeljena na provinco Lamar in provinco Atacama (Cobija je bilo središče departmaja). Calama je bila pomembno mesto v provinci Atacama, skozi katero je od leta 1832 potovala tedensko pošta med Cobijo in Salta-Potosí. Leta 1840 je bolivijski prefekt glavno prestolnico province iz Chiu Chiuja prenesel v Calamo, s čimer je postala okrožno administrativno središče, povečale pa so se tudi komunikacije.
Mejni spori med Čilom in Bolivijo niso dosegli niti Calame niti province Atacama. Večji spor se je osredotočil na osrednjo prerijo in na obalo, kjer so začeli odkrivati bogate srebrove zaloge, natrijev nitrat in gvano. Nejasnost, ki je privedla do mejnih konfliktov, je bila posest osrednje planote in obale Atacame. Okolje je bilo napeto, ko so čilski vojaki, pod poveljstvom polkovnika Emilia Sotomayorja Baeza, napadli pristanišče Antofagasta v dopoldanskem času 14. februarja 1879. Kasneje 1. marca je Bolivija razglasila vojno proti Čilu. 23. marca 1879 so Calamo v topáterski bitki v okviru solitrne vojne napadli Čilenci. 135 bolivijskih vojakov in peščica domačinov pod vodstvom Ladislaa Cabrere ni uspela kljubovati 554 čilenskim vojakom, večji del bolivijske vojske se je kmalu umaknil, le peščica civilistov na čelu s polkovnikom Eduardom Abaroo se je neuspešno borila vse do zadnjega. Z mirovnim sporazumom leta 1884 je Calama tudi formalno prešla pod Čile.

### Obdobje Čilske republike
Od takrat naprej so spremembe v administraciji zelo globoke. Mesto, ki je bilo del upravnega središča drugega nivoja v Boliviji, se je v čilski administraciji znašlo v četrtem nivoju. Leta 1888 se je pod vlado Joséja Manuela Balmaceda, Calama vrnila kot upravni center tretjega nivoja in bila 13. oktobra razglašena kot občina. Pred tem je bila leta 1886 izbrana za železniško postajo na progi Antofagasta-Bolivija, ki je še bolj pospešila pošiljke prek Calame.

### 20 in 21. stoletje
Šele leta 1906 je bila zgrajena stolnica, leta 1911 pa so v bližnji Chuquicamati odprli velik rudnik bakra. Leta 1951 so preusmerili slano vodo reke Salado in s tem omogočili nekaj malega kmetijstva, predvsem pridelavo kvinoje, koruze in krompirja. Leta 2004 so zaradi ekoloških vzrokov v Calamo preselili vse prebivalce Chuquicamate.

## Geografija
Calama ima dve različni entiteti: puščavo in Ande. 
Med 2000 in 3000 m, hladno puščavsko podnebje zaznamujejo letne količine padavin, ki ne presegajo 35 milimetrov. Povprečna temperatura je med letom 11,2 ° C, preko leta pa niha od nad 20 ° C in pod 0 ° C pozimi in čez 30 ° C poleti. Vzhodni vetrovi so navadno zjutraj, močni zahodni vetrovi popoldne . Skoraj polovica letnih padavin se pojavi januarja. Pravijo, da je to drugo najbolj sončno mesto na svetu, za Yumo v Arizoni v Združenih državah. 

### Orografija
Zahodno mejo mesta Calama zaznamujejo vrhovi v smeri severno od Calame ob reki Loe, ki imajo od severa do juga veliko imen: Sierra Moreno, Cerros Chuquicamata, Cerros de Montecristo. Cerro Poquis (4589 m) je najvišji, severno od Chuquicamate. Južno od nje se začne vznožje Kordiljere Domeyko, ki nato spremlja južno mejo okrožja z imeni Sierra de Limón Verde in Cordon Barros Arana. Prehod reke Loe od vzhoda proti zahodu zapušča planoto, v kateri se nahaja mesto Calama in oaza.

### Biogeografija
Razlikujemo dve veliki ekološki enoti: notranja puščava, tako v vseh zahodnih mejah občine do 3000 m nmv in Altiplano na vzhodni strani, na višjih nadmorskih višinah.
V notranji puščavi, razdeljeni med vzhodno vznožje Pampa del Tamarugal, planoto Calama in Pampa de Moctezuma, se lahko vidita dve pokrajini: puščava sama, z golimi planjavami in nekaj kratkimi gorskimi območji brez vegetacije, razen stebričastih kaktusov, kot je cardón (Echinopsis atacamensis); živali so razni kuščarji, žuželke in pajkovci, ki so prilagojeni na puščavsko življenje, med njimi Ixodoidea in Triatoma infestans, nevretenčarji so raje tam kjer je blato, glavni gradbeni material območja. Druga pokrajina se kaže skozi različne oaze, ki se pojavijo na bregovih reke Loa. V notranji puščavi je Calama (največja v Čilu, z obsegom več kot 80 ha in mestom kot edinstvenim primerom), Chiu Chiu in dolina Lasana; tu živijo razne ptice, kot so vodomec, Porphyrio martinicus, jarebica in čaplje; ptice roparice, kot so sova (Bubo virginianus magellanicus) in rajvorepi kanjar (Parabuteo unicinctus). Rastlinje sestavlja grmovje, slanoljubne trave, pampaška trava in rogoz pa tudi drevesa prilagojena slanim tlem, kot so Prosopis tamarugo, Prosopis chilensis, paprike in chañar (Geoffroea decorticans).
Ekosistem visoke planote v občini Calama se kaže v predgorju Andov in planotah nad 3000 m nadmorske višine. Čeprav ima več vlažnosti kot puščava, zaradi višinskih razmer je zelo selektiven ekosistem, kjer vrste predstavljajo prefinjene prilagoditve okolju. Opazili so dve vrsti rastlin: prve so šopaste trave Paspalum quadrifarium, s kompaktno vegetacijo, v kateri so Panicum prionitis in druge cordilleranos arbustillos; druge so vrste mokrišč ali visokogorski logi, v bližini površinskih vodnih teles, kjer rastejo kompaktne trave, na katere je posebej prilagojeno kamelje govedo in so glavne v občini Vegas Turi in Inacaliri. Ob vznožju vulkanov raste Ylareta (azorella compacta). Sredi grmičevja lahko vidimo trope kamelidov kot so gvanaki; na najvišjih nadmorskih višinah živita plenilca Altiplana: puma in andski kondor. Na planotah se lahko občasno opazi Darwinovega nanduja (rhea pennata); sredi jam, ki jih izkopljejo sami, se sončijo viskači, ki z žvižgi opozarjajo na prihod andske lisice (Lycalopex culpaeus) ali andske mačke (Leopardus jacobitus) in drugih plenilcev gorskega območja. V mokriščih, potokih ter rekah, so različne ptice, med njimi izstopa velika liska (Fulica gigantea), rogata liska (Fulica cornuta), andski sabljarka (Recurvirostra andina) in jerebice (Tinamotis pentlandii); kamelidi se pasejo pod nadzorom pastirjev, kot sta lama in alpaka, temelj preprostega življenja, ker služita kot hrana in zavetje.

## Demografija
Po popisu Nacionalnega statističnega inštituta iz leta 2002 je imelo območje Calame površino 15.596,9 km² in 138.402 prebivalcev (70.832 moških in 67.570 žensk). Od teh jih je 136.600 (98,7%) živelo na urbanih območjih in 1802 (1,3%) na podeželskih območjih. Prebivalstvo se je povečalo za 3,6% (16.595 oseb) med popisoma 1992 in 2002.

## Uprava
Kot občina je Calama tretji nivo upravne delitve Čila, ki jo upravlja občinski svet, ki ga vodi župan (alcalde), ki se neposredno izvoli vsake štiri leta. Trenutni župan je Daniel Agusto Pérez.
V okviru volilnih okrajev Čila je Calama zastopana v poslanski skupini Marcosa Espinosa (PRSD) in Felipe Warda (UDI) kot tretje volilno okrožje (skupaj s Tocopillo, María Elena, Ollagüe in San Pedro de Atacama). Občino v senatu zastopata Carlos Cantero Ojeda (Ind.) In José Antonio Gómez Urrutia (PRSD) v okviru 2. senatorske volilne enote (regija Antofagasta).
Danes je večina prebivalcev zaposlenih v okoliških rudnikih, pomembno dejavnost predstavljajo tudi delavnice rudniške mehanizacije. 
Samo mesto sicer nima turističnih zanimivosti in služi predvsem kot postaja na poti v San Pedro de Atacama.

## Dediščina in zanimivosti
Čeprav infrastrukturni in storitveni problemi občine Calama preprečujejo izkoriščanje turističnega potenciala, se tu še vedno znamenitosti, ki se poleg okoliške oaze in krajev v notranjosti kažejo tudi v:
- San Francisco de Chiu Chiu s cerkvijo zgrajeno leta 1540. To je najstarejša cerkev v Čilu.
- Stolnica San Juan Bautista. Zgrajena je bila v začetku 20. stoletja in prenovljena v začetku 21. stoletja z bakrenimi ploščami na strehi in kupoli.
- Cerro La Cruz. Stoji v severozahodnem predmestju in zelo zanemarjen; ta romarska točka naj bi se preoblikovala v park-svetišče, kjer bi se na vrhu nadomestilo večji križ.
- Parque El Loa in Paseo del Río. Z lokacijami v reki Loi ter raznovrstnimi igrami, različnimi športi in muzeji je El Loa Park postal glavno mesto srečevanja v mestu; El Paseo del Río je projekt, ki želi omogočiti več poti in zdravilišč po poti reke v mestu, od Yalquincha do La Cascada.
- Topater; pomembno območje za lokalno zgodovino; prvi njegovi prebivalci v Calami (pred Inki) in najstarejše pokopališče so v bližini; poleg tega je bila glavna točka operacije čilskega osvajanja.
- Agroturizem El choclo (koruza) iz Kalame je zelo priljubljena v državi; obširna polja lucerne omogočajo trajne generacije goveda, ki so se uporabljala za tovorjenje; na nekaterih parcelah so začeli izkoriščati te zgodbe.
- Rudarski kamp Chuquicamata. Pričevanje o življenju delavcev največjega bakrenega rudnika na svetu, pred prenosom v Calamo; izstopajo rudniki in urbani center.
- Alto Loa. Obsežno območje v Calami, ki si prizadeva, da bi občina pokazala andske tradicije svojih mest, ki se odražajo predvsem v kmetijskih terasah, običajih in cerkvah, slogu znanem po vsem svetu.
- Gejzirji El Tatio. Blizu meje z Bolivijo jih vsako leto obišče na tisoče turistov.